# Transporte Casma

## Historia de la nave
Unidad naval de origen mercante construida en Italia, adquirida durante el gobierno del Presidente chileno José Manuel Balmaceda a la Compañía de Navegación Ansaldo, en Buenos Aires, durante la Guerra Civil de 1891, entregada después del conflicto a la Armada de Chile a comienzos de 1892. Su casco era de fierro y su propulsión a hélice. A mediados de mayo de 1905 el Gobierno de Chile lo cedió en arriendo a Ecuador, quien lo denominó "Marañón" que fue usado como buque escuela y fue posteriormente devuelto a la marina chilena en 1907 en intercambio del cazatorpedero chileno "Almirante Simpson" que la marina ecuatoriana lo bautizará como "Libertador Simón Bolívar" usado también como escuela naval. La nave naufragó al vararse en una roca desconocida en el Canal Picton, el 2 de enero de 1917.

## Tragedia del Transporte Casma
En 1911 se produjo un accidente cuando la hélice absorbió a una embarcación que llevaba a los cadetes de la Armada de Chile Luis Barrientos, Federico Gutiérrez, Oscar Lavín, Manuel Rodríguez y Alfredo González, junto al fogonero Moisés Gac, y el brigadier Gutiérrez, cuyo cadáver nunca fue recuperado. que se embarcaban en ese buque, muriendo 5 de ellos y un marinero mercante.